# لاریمور (داکوتای شمالی)
لاریمور(به انگلیسی: Larimore) شهری در ایالت داکوتای شمالی کشور ایالات متحده آمریکا است که جمعیت آن در سرشماری سال ۲۰۱۰ میلادی، ۱٬۳۴۶ نفر بوده‌است.